# Amado Guevara
Amado Guevara (* 2. Mai 1976 in Tegucigalpa) ist ein ehemaliger honduranischer Fußballspieler und heutiger Trainer.

## Vereinskarriere
Bevor Guevara bei den MetroStars aus New York unterschrieb, spielte er bei Mannschaften in Honduras, Spanien und Costa Rica. Am 11. April 2003 unterschrieb er bei den New Yorkern einen Vertrag. Insgesamt lief er für die MetroStars bzw. später Red Bulls 103-mal auf und erzielte dabei 32 Tore. 2006 verließ er New York, nachdem es Auseinandersetzungen mit dem Verein gegeben hat. Guevara hat mit seinem ehemaligen Verein Club Deportivo Motagua trainiert, welches auch erlaubt war, aber die Vereinsführung der MetroStars hatte ihm verboten in Spielen für die Mannschaft aufzulaufen. Er absolvierte aber eine Reihe von Freundschaftsspielen für seinen alten Klub. 2007 wechselte er nach Los Angeles zum CD Chivas USA. Er stand dort insgesamt zweimal auf dem Platz und wurde ausgeliehen nach Honduras zu Club Deportivo Motagua. Ab 2008 spielt er für den Toronto FC ebenfalls in der Major League Soccer. Dann ging Guevara Anfang 2010 wieder zurück in seine Heimat Honduras und spielte bis zu seinem Karriereende 2014 erneut für Motagua und zuletzt bei CD Marathón.

## Nationalmannschaft
Von 1994 bis 2010 absolvierte Guevara insgesamt 136 Partien für die honduranische A-Nationalmannschaft und erzielte dabei 27 Treffer. Seine letzten beiden Länderspiele bestritt er während der Weltmeisterschaft 2010 in Südafrika. 

## Erfolge
Verein
- Honduranischer Meister:  Apertura 1997, Clausura 1998, Apertura 1999, Clausura 2000, Clausura 2011
- Honduranischer Superpokal: 1999
- Copa Interclubes UNCAF: 2007
- Kanadischer Meister: 2009

Nationalmannschaft
- Copa Centroamericana: 1995

## Trainer
Am 6. Juni 2018 war Guevara für ein Testspiel gegen El Salvador (0:1) Trainer von Honduras, nachdem er davor schon lange als Co-Trainer fungierte. Im Anschluss betreute er während der Qualifikation zur CONCACAF Nations League die A-Nationalmannschaft von Puerto Rico, verlor dort alle vier Begegnungen und wurde wieder entlassen. In dieser Zeit war er auch gleichzeitig für dessen U-20-Auswahl verantwortlich.